# Gabriel Milin
Gabriel Milin (Saint-Pol-de-Léon, 1822 - illa de Batz, 1895) fou un escriptor en bretó. S'interessà per la literatura bretona gràcies al lexicògraf i militar Amable-Emmanuel Troude, amb qui va treballar de 1842 a 1879. Fou el darrer director de la revista Feiz ha Breiz (1883-1884). Després es va retirar a l'illa de Batz, d'on en fou escollit alcalde fins a la seva mort.

## Obres
- Marvaillou Grac'h-Kozh (1867),
- Mouez ar Galoun / Voix du Coeur (1868)
- Gwechall gozh e oa, editat per Buhez Breiz (1924),
- Ar Marvailher brezonek (1870).
- Jezus Krist Skouer ar Gristenien (1862)
- Penaos karet Jezus Krist (1867)
- Sonjit Ervat (1869)
- Furnez ar geiz euz a Vreiz (1868)